# Atarba augusta
Atarba augusta är en tvåvingeart som beskrevs av Günther Theischinger 1994. Atarba augusta ingår i släktet Atarba och familjen småharkrankar. Inga underarter finns listade i Catalogue of Life.